# Кристиан Людвиг (князь Брауншвейг-Люнебурга)
Кристиан Людвиг Брауншвейг-Люнебургский (нем. Christian Ludwig zu Braunschweig-Lüneburg; 25 февраля 1622, Херцберг-ам-Харц — 15 марта 1665 под Целле) — князь Каленберга в 1641—1648 годах, князь Люнебурга в 1648—1665 годах.

## Биография
Кристиан Людвиг — старший сын герцога Георга Брауншвейг-Люнебург-Каленбергского (1583—1641) и Анны Элеоноры Гессен-Дармштадтской. После смерти отца в 1641 году стал правителем княжества Каленберг с резиденцией в Ганновере. В 1642 году герцог Кристиан Людвиг был принят князем Людвигом I Ангальт-Кётенским в Плодоносное общество.
Герцог Кристиан Людвиг питал слабость к удовольствиям и выпивке и быстро испортил отношения с ганноверцами. После смерти дяди Фридриха Брауншвейг-Люнебургского герцог Кристиан Людвиг оставил Ганновер младшему брату Георгу Вильгельму, а сам отправился править в Люнебургом и там разругался с городами Люнебург и Харбург.
9 октября 1653 года герцог Кристиан Людвиг женился на принцессе Доротее Гольштейн-Глюксбургской, в браке детей не было. Герцог Кристиан Людвиг умер в 43 года и был похоронен в княжеской усыпальнице в городской церкви Святой Марии в Целле. Его вдова в 1668 году вступила в брак с курфюрстом Фридрихом Вильгельмом Бранденбургским.